# Celler del Sindicat Agrícola (el Pla de Santa Maria)
El Celler del Sindicat Agrícola és un monument del municipi del Pla de Santa Maria inclòs en l'Inventari del Patrimoni Arquitectònic de Catalunya.

## Descripció
La Cooperativa Agrícola és una edificació aïllada que es troba al peu de la carretera que uneix El Pla de Santa Maria amb Valls. És un conjunt de grans dimensions format per una nau de planta rectangular en la qual es troben els dipòsits del vi, i per una petita nau construïda en la part posterior del rectangle, on es troben les premses. La nau principal es cobreix amb grans encavallades de fusta, damunt les quals reposa la coberta de teula a dues vessants seguint l'eix longitudinal de l'edifici. La seva façana és simètrica. Hi ha dues portes d'arc de mig punt resseguides de maó vist, material que s'utilitza també en la decoració de les 12 obertures superiors, i en els 4 elements ornamentals que sobresurten de la teulada. Unes petites peces de cer\amica i el nom de la cooperativa completen la composició. La nau petita té semblants característiques que la nau principal.

## Història
L'edifici data de 1917 i és característic del programa de construccions agrícoles potenciat per la Mancomunitat de Catalunya en un període d'expansió econòmica que va afavorir el cooperativisme.